# Telewizja Niepokalanów 2
Telewizja Niepokalanów 2 – polskojęzyczna stacja telewizyjna o charakterze katolickim działająca w latach 2001–2003. Była bezpośrednim kontynuatorem formuły Telewizji Niepokalanów, która została przekształcona w TV Puls.

## Historia
Telewizja Niepokalanów II została uruchomiona w niedzielę 12 sierpnia 2001 roku. Jej inauguracja wsparta była oficjalną uroczystością w Niepokalanowie pod przywództwem ówczesnego prymasa Polski, kardynała Józefa Glempa.
Wbrew zapowiedziom, w którym podawano że TN2 będzie nadawało 16 godzin programu dziennie, było skromniej. Od poniedziałku do soboty stacja nadawała w godzinach od 14:55 do 23, w niedzielę natomiast od 9 do 23.
Stacja była dostępna na satelicie Astra i w sieciach kablowych.
Problemy finansowe spółki Telewizja Familijna S.A. odpowiadającej za nadawanie TV Puls i Telewizji Niepokalanów II zadecydowały o zakończeniu nadawania obu stacji z dniem 1 kwietnia 2003 roku.